# تامرزوقت (تامرزوقت)
تامرزوقت هو دُوَّار يقع بجماعة تامدا نومرسيد، إقليم أزيلال، جهة بني ملال خنيفرة في المملكة المغربية. ينتمي الدوّار لمشيخة تامرزوقت التي تضم دوار واحد. يقدر عدد سكانه بـ 1428 نسمة حسب الإحصاء الرسمي للسكان والسكنى لسنة 2004.

## روابط خارجية
- البوابة الوطنية للجماعات الترابية نسخة محفوظة 12 مارس 2018 على موقع واي باك مشين.
- المندوبية السامية للتخطيط